# 石原舞
石原 舞（いしはら まい、5月9日 - ）は、日本の女性声優。福岡県出身。ガジェットリンク所属。

## 人物
趣味は料理、読書、歌うこと。特技は利きじゃがいも、どこでも寝る。
資格：漢検準2級。

## 出演
太字はメインキャラクター。

### テレビアニメ
- ガールズ&パンツァー（2012年、オレンジペコ[4]、スズキ[5]）
- ウィッチクラフトワークス（2014年、深影棗）
- アンジュ・ヴィエルジュ（2016年、ソフィーナ[6]）
- ありふれた職業で世界最強（2019年、ハウリア族 女の子、店員）
- エタニティ 〜深夜の濡恋ちゃんねる♡〜（2020年、三ヶ嶋美佳[7]） - 通常版

### 劇場アニメ
- 8月のシンフォニー -渋谷2002〜2003（2009年、空港の販売員）
- ガールズ&パンツァー 劇場版（2015年、オレンジペコ、スズキ）

### OVA
- 少女革命ウテナ DVD‐BOX下巻（2009年、女生徒）
- ガールズ&パンツァー 最終章（2017年 - 2023年、スズキ、オレンジペコ、河嶋家 三女[8]、新聞部）

### Webアニメ
- コズミックブレイク!-Initium-（エリス）

### ゲーム
2014年
- アンジュ・ヴィエルジュ 〜第2風紀委員ガールズバトル〜（ソフィーナ）
- 鬼斬（あまてらす）
- ガールズ&パンツァー 戦車道、極めます!（スズキ、オレンジペコ）
- コズミックブレイク（エリス、マトイ）

2015年
- 蒼空のリベラシオン（純潔のアマナ、盲目のヴィリエ）
- トリックスター 召喚士になりたい（エリー）
- 大図書館の羊飼い -Library Party-（土岐のぞみ）
- V.D.－Vanishment Day－（伊都ゆみか）

2016年
- 神式一閃 カムライトライブ（ミツルギ）
- 恋する乙女と守護の楯〜薔薇の聖母〜（ソーニャ）
- 星織ユメミライ Converted Edition（鳴沢めぐる）

2018年
- ガールズ&パンツァー ドリームタンクマッチ（オレンジペコ、スズキ）
- オルタナティブガールズ2（キッド・シャークス）

2019年
- かりぐらし恋愛（新妻ひより）

2021年
- 東方ダンマクカグラ（パチュリー・ノーレッジ）
- ミラクルスイーツショップ（ミラ）

### ドラマCD
- アンジュ・ヴィエルジュ Drama&Songs「繋がる絆」（ソフィーナ[20]）
- ガールズ&パンツァー ドラマCD2（スズキ）
- ガールズ&パンツァー ドラマCD3（オレンジペコ）
- BE MY BABY（冨小路ちかり）
- ね語男子 其の八（ネズミ）

### ASMR
- 僕の彼女は心音フェチ ～彼女を見守る“壁”に就職した僕と、少し変わった趣味を持つ彼女との日常～（2024年、心音フェチの彼女ちゃん）

### 吹き替え
- ゴースト 〜天国からのささやき シーズン4
- CSI:マイアミ9（コニー）
- CSI：15 科学捜査班 ザ・ファイナル（エイミー）

### ラジオ
- 大江戸ワイドスーパーイブニング水曜日（2012年10月3日 - 2014年6月25日、レインボータウンFM）
- アンジュ・ヴィエルジュ 青蘭学園放送部（2013年10月27日 - 、アンジュ・ヴィエルジュ公式サイト）[21]
- Future☆Orbit出張版〜略してちゃおび〜（2014年7月1日 - 、ガジェットリンクTV）

### その他
- 「ウチの夏フェス2013!」フレッシュ夏フェス隊
- PlayStation®4専用ソフト『BORDER BREAK』（コノハ、クロエ）

## ディスコグラフィ

### キャラクターソング
| 発売日         | 商品名                                         | 歌                                                    | 楽曲                        | 備考                                                                 |
| -------------- | ---------------------------------------------- | ----------------------------------------------------- | --------------------------- | -------------------------------------------------------------------- |
| 2014年12月17日 | ユナイトライト                                 | L.I.N.K.s                                             | 「ユナイトライト」          | ゲーム『アンジュ・ヴィエルジュ 〜第2風紀委員ガールズバトル〜』主題歌 |
| 2015年8月21日  | アンジュ・ヴィエルジュ Drama&Songs「繋がる絆」 | ソフィーナ（石原舞）                                  | 「カルペ・ディエム」        | ゲーム『アンジュ・ヴィエルジュ 〜第2風紀委員ガールズバトル〜』関連曲 |
| 2016年8月10日  | Link with U                                    | L.I.N.K.s                                             | 「Link with U」             | テレビアニメ『アンジュ・ヴィエルジュ』エンディングテーマ             |
| 2016年8月10日  | Link with U                                    | L.I.N.K.s                                             | 「Every-buddy goes!」       | テレビアニメ『アンジュ・ヴィエルジュ』関連曲                         |
| 2017年6月21日  | わたしたちも音楽道、はじめました！             | ダージリン（喜多村英梨） meets オレンジペコ（石原舞） | 「Queen of Quality Season」 | テレビアニメ『ガールズ&パンツァー』関連曲                            |

### ユニットメンバー
1. 1 2  相坂優歌、石原舞、高橋李依、生田善子、山本希望